# Web Server Gateway Interface
La Web Server Gateway Interface (WSGI) est une spécification qui définit une interface entre des serveurs et des applications web pour le langage Python.

## Exemple
```
def
 
application
(
environ
,
 
start_response
):

    
start_response
(
'200 OK'
,
 
[(
'Content-Type'
,
 
'text/plain'
)])

    
return
 
'Hello World
\n
'

```

Remarques : le paramètre environ est un dictionnaire contenant les variables d'environnement CGI.